# Изолација инфективних болесника
Изолација болесника са инфективним болестима је противепидемијска мера издвајања, током периода заразности, инфицираних особа на таква места и под таквим условима да се спречи или ограничи директни, односно индиректни пренос инфективног агенса с инфицираних особа на особе које су осетљиве или могу да пренесу агенс другима. Спроводи се у болници или у кућним условима.

## Врсте изолације
Врсте неге у изолацији могу бити:
Заштитна изолација — која се примењује код имунокомпромитованих болесника
Изолација извора — која спречава даље ширење патогених микроорганизама са инфициране особе на друге, здраве. Изолација извора постиже се у наменски грађеним одјељењима за заразне болести или у кућним условима у једнокреветним собама.

### Карантин
Карантин је мера којом се ограничава слобода кретања и утврђују обавезни здравствени прегледи здравим лицима која су била или за која постоји сумња да су била у контакту са лицима оболелим од: куге, великих богиња и вирусних хеморагичких грозница и жуте грознице (изузев хеморагичке грознице са бубрежним синдромом).
Мера карантина спроводи се и у случају појаве друге заразне болести за коју надлежно министарство  утврди да представља опасност по здравље становништва неке земље.
Дужина трајања карантина одређује се у времену трајања максималне инкубације одређене заразне болести.

## Мере изолације
Мере изолације обухвазтају мере за:
Узрочнике који се шире аеросолом — смештај болесника у једнокреветну собу са негативним притиском ваздуха и ношење заштитних маски за време боравка у соби за изолацију. Ове мере се примењују код болесника оболелих од вируса инфлуенце, туберкулозе, морбила вируса, варичела-зостер вируса и слично.
Болести које се шире контактом  — смештај болесника у једнокреветну собу, и ношење рукавица и заштитне кецеље.

## Изолација у болници
Превоз инфективних болесника до изолатора
Лица која су оболела од куге, великих богиња и вирусних хеморагичких грозница (изузев хеморагичке грознице са бубрежним синдромом), као и лица за која постоји сумња да су оболела од колере, куге, великих богиња, вирусних хеморагичких грозница, полиомијелитиса и од друге заразне болести непознате етиологије, превозе се до изолатаора у болници санитетским возилом. 
Изолацијаска нега у болницама, односно изолација извора заразе
Означава употребу медицинске праксе која има за циљ контролу ширења и уништење патогених микроорганизама. Нега у изолацији се примењује за:
- Спречавање ширења инфекција код пацијената који болују од заразне болести,
- Спречавање преношења инфекције са пацијената инфицираних организмима који су резистентни на уобичајене антибиотике.
- као заштитна изолација.

Инфективно одељење
У болницама лечење инфективних болесника се обавља у инфективним одељењима, посебно опремљеним објектима за ову врсту лечења. На овим одељењима лече се пацијенти који болују од ових болести: 
| - трбушног тифуса, - паратифуса, - бруцелозе, - маларије, - полиомикелитиса, - дифтерије, - пегавог тифуса, | - беснила, - тетануса, - антракса, - легионелскеа болести, - менингококног менингитиса, - бруцелозе и - других познатих и непознатих инфективних болести. |

Обавезни изолација у болници примењује се и на лица за која постоји сумња да су заражена карантинском болешћу: 
- кугом,
- великим богињама и
- хеморагичном грозницом.

Основна начела контроле болничких инфекција
Основна начела контроле болничких инфекција, која редовно морају да се примењују на заразним одељењима, подразумевају да се при лечењу и нези сваког болесника, без обзира на његову дијагнозу, морају примењивати стандардне мере превенције и санитарног надзора. Оне се односе на додир са крвљу, свим телесним течносстима, секретима, екскретима, оштећеном кожом и слузокожом.
Основна претпоставка стандардних мера предострожности је дезинфекција руку између болесника, после скидања рукавица, и након контакта са биолошким материјалима.
Кохортна изолација
Ова врста изолације представља смештање више оболелих у једну собу, а примењује се онда када засебне собе нису доступне. У једну собу смештају се само оболели са потврђеном дијагнозом болести.
Растојање између кревета мора бити најмање 1 m уз просторно одвајање параванима.
Грађевински нормативи
Одељење у коме се лече заразни болесници требало би да се налазе одвојено од опште болнице, а ако су у истој згради, неопходно је да поседују засебан улаз, степениште и приступни пут. 
Најбоље је да собе за изолацију буду са негативним притиском или да буду на крају ходника одељења. Уколико испред собе са вентилацијомне постоји просторија за пресвлачење особља, део ходника треба оградити параваном и тако импровизовати простор за пресвлачење,хигијену и дезинфекцију руку. 
Архитектонски, технички и кадровски, ова одељења треба да буде такав да омогућавају просторну, структурну и кадровску изолацију током лечења и рада са инфективним матријалом.

## Изолација у кућним условима
Изолација и лечење се може обавити и у кућним условимау кућним у следећим условима:
- У пандемији, због преоптерећености капацитета здравствених установа
- Код заразних болести, у којима болесник има лакшу клиничку слику
- У фази болести када болесник није контагинозан, лечење се може обавити и у кућним условима.

У кућним условима болесник мора бити изолована у засебној чистој, сунчаној и вентилираној соби. А лечење терапију, исхрану и негу болесних треба да спроводи само једна особа, предложена од стране укућана. 
Посуда за дезинфекцију руку мора бити постављена у просторији где се обавља лечење. Свакодневно и обавезно врши се не само дезинфекција руку већ и материјала, санитарног чвора, постељног рубља и посуда за јело.
По окончању лечења врши се обавезна дезинфекције објеката, одеће и инвентара са којима је болесник дошао у контакт. 
О болести и кретању терапије, особа која лечи болесника треба периодично да се консултује са лекара и према потреби обавља одговарајуће додатне претраге, и коригује терапију.